# Jan Maurits Quinkhard

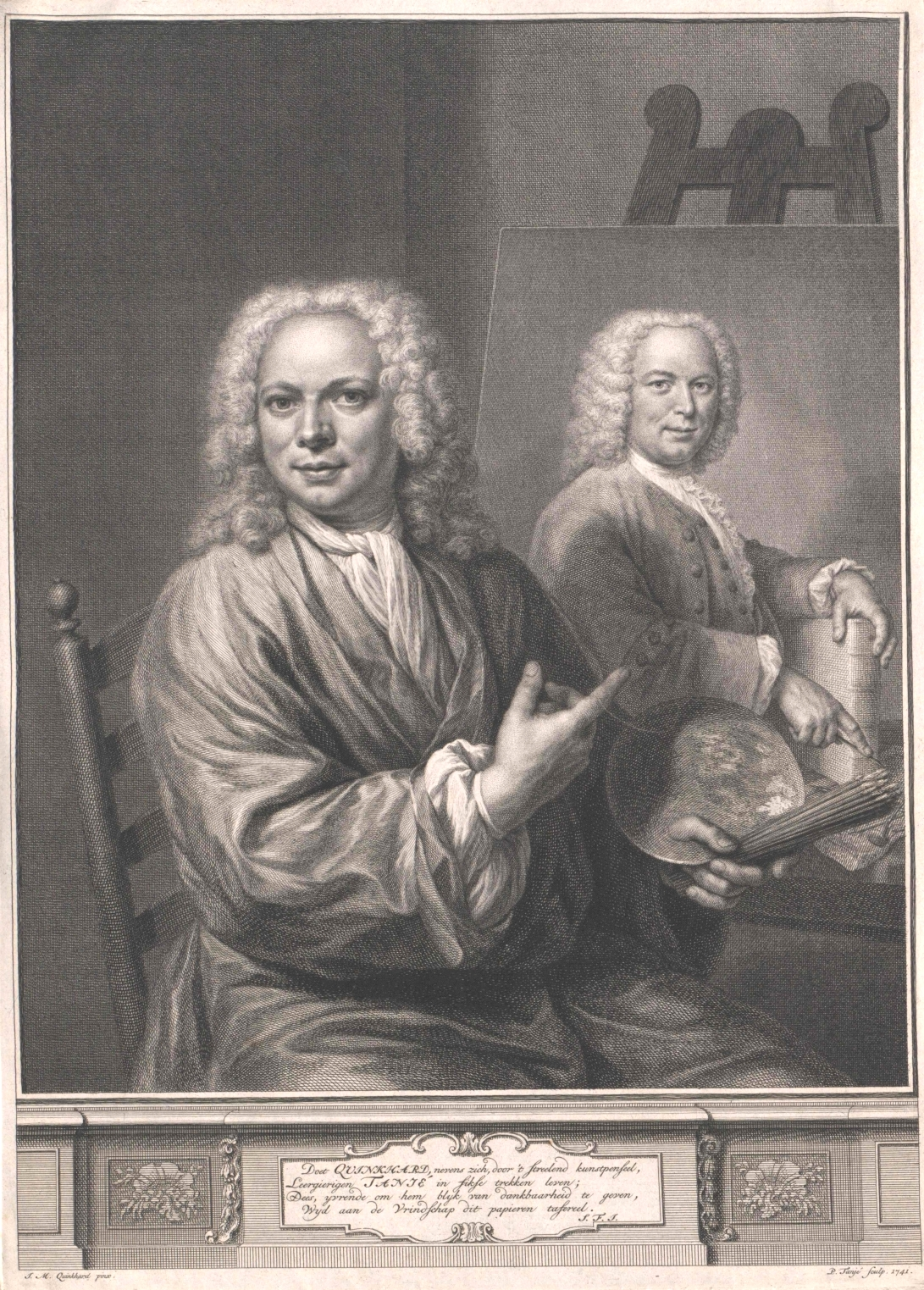
Selbstbildnis Jan Maurits Quinkhard, Stich von Pieter Tanjé (1741)

Jan Maurits Quinkhard (* 28. Januar 1688 in Rees; † 11. November 1772 in Amsterdam) war ein niederländischer Maler deutscher Herkunft.

## Leben
Quinkhard war der Sohn des deutschen Malers Julius Quinkhard, bei dem er zuerst in die Lehre ging. Um 1710 ging er nach Amsterdam und lernte bei Arnold Boonen (1669–1729), Christoffel Lubienietski (1659–1729) und Nicolaes Verkolje (1673–1746). Am 21. Oktober 1723 erhielt er das Amsterdamer Bürgerrecht. Er arbeitete und lebte dort, malte familiäre, allegorische und mythologische Motive, historische Bilder oder Interieurs und war ein gefragter Porträt- oder Perückenmalern. Zeitweise war er auch in Utrecht tätig. Seine Porträts wurden unter anderem von Jacob Houbraken, Pieter Tanjé oder Reinier Vinkeles gestochen. Seine hinterlassenen Werke wurden nach seinem Tod am 15. März 1763 und 15. Mai 1772 in Amsterdam verkauft.
Quinkhard war 1717/18 einer der Gründer der Amsterdamse Stads Teekenacademie.
Familie

Sein Sohn Julius Quinkhard (1736–1776), auch Julius Henricus Quinkhard genannt, war als Maler, Zeichner und Radierer sowie als Bilderhändler tätig.

## Werke (Auswahl)
- 1742: Baron Gustaf Willem van Imhoff (1705–1751)
- 1744: Johann van Haeften (1714, † 1748) und dessen Frau Adriana Aletta Storm van’s Gravesande (1715, † 1797)
- 1744: Brustbild eines jungen Mannes mit Hut[1]
- 1754: Margaretha Trip
- 1755: Jan van der Poll

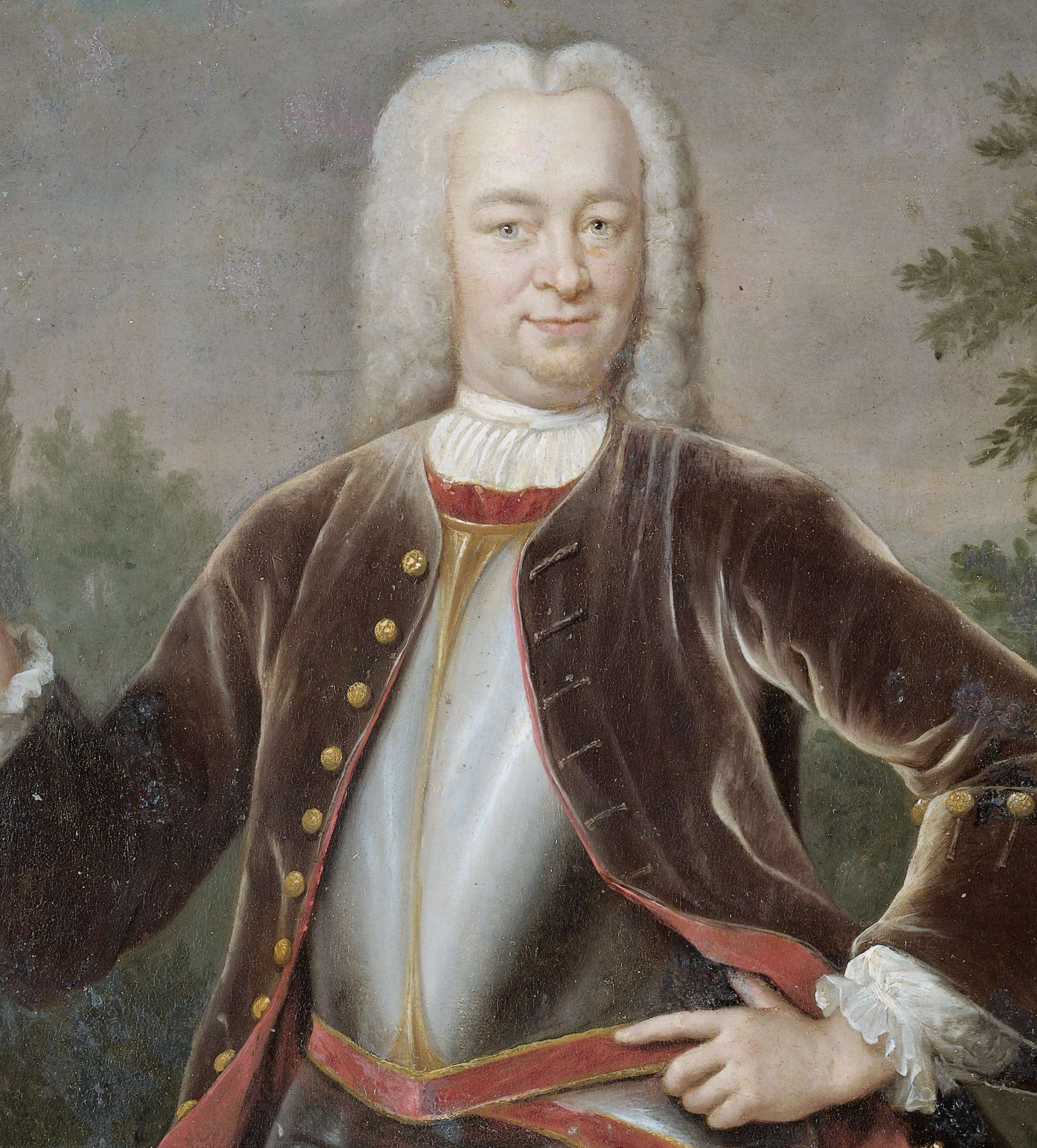
Baron Gustaaf Willem van Imhoff (1742)
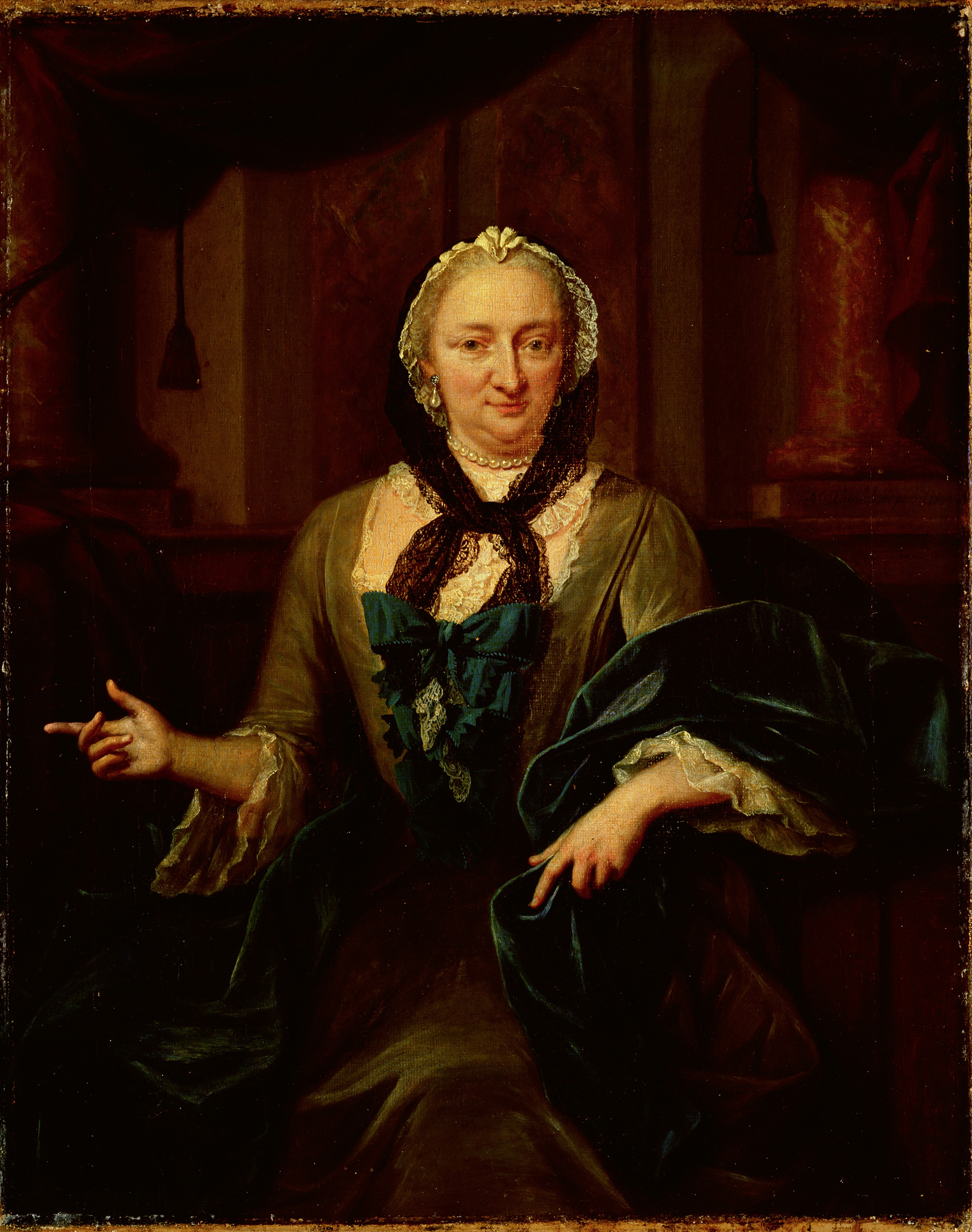
Margaretha Trip (1754)
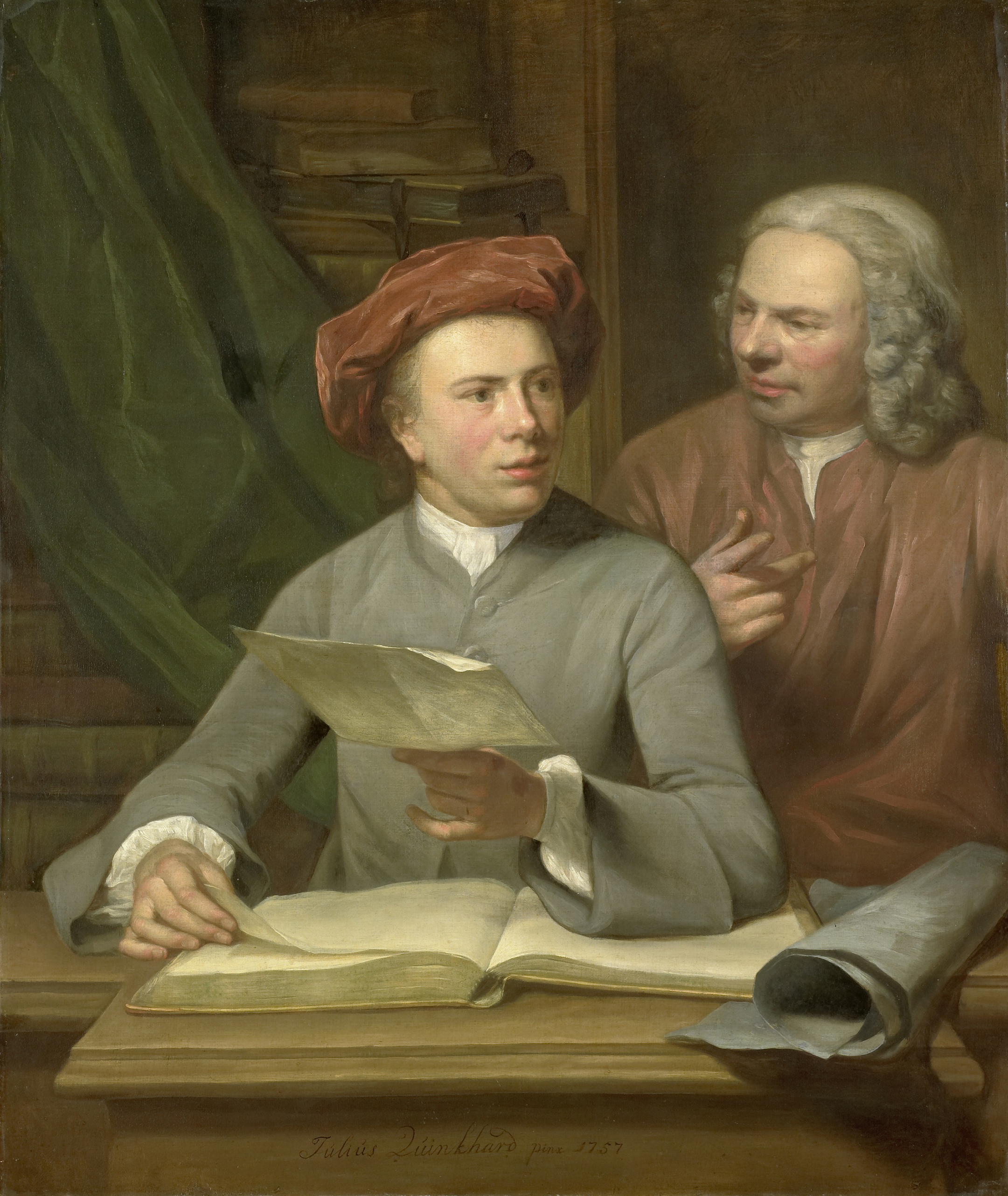
Selbstbildnis des Sohnes Julius Henricus mit seinem Vater im Hintergrund (1757)
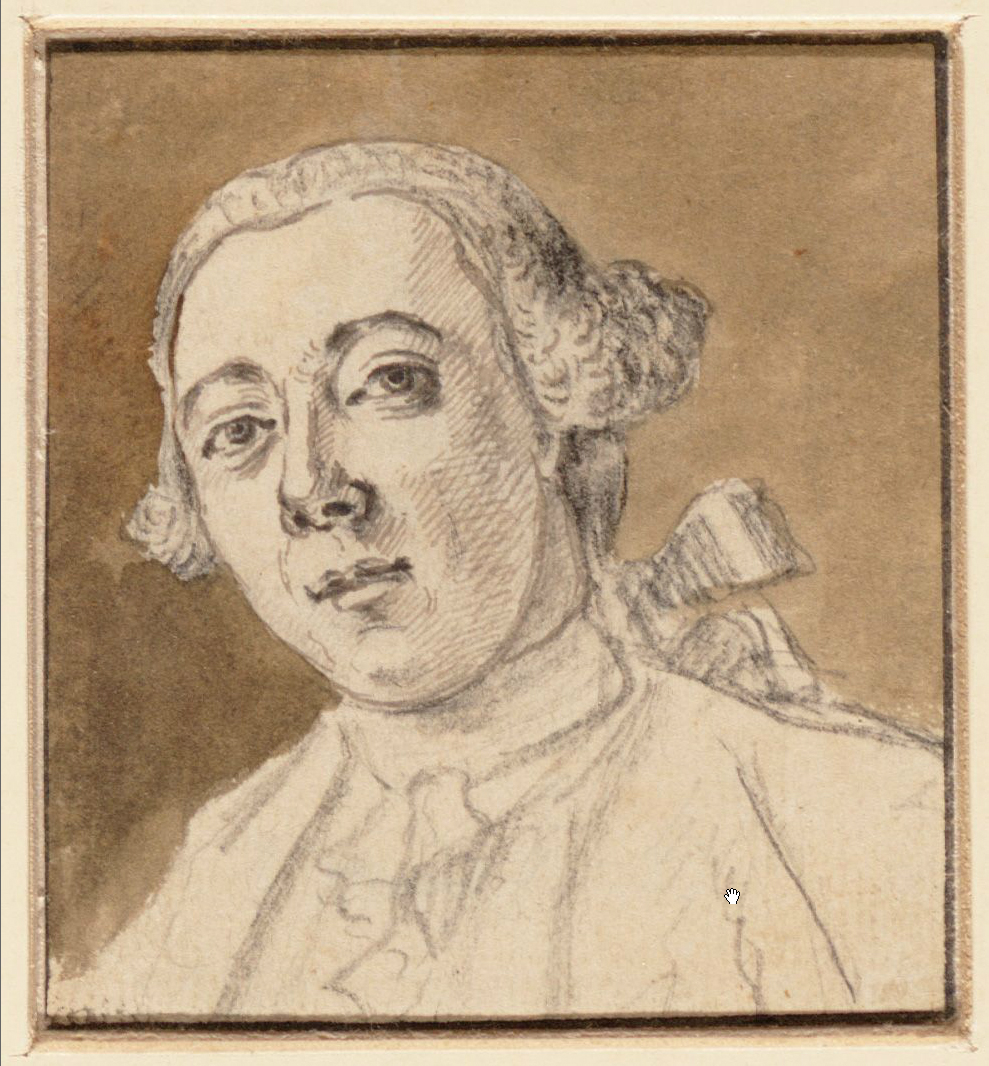
Jan Maurits Quinkhard, Stich von Reinier Vinkeles (1764)